# Careproctus colletti
Careproctus colletti är en fiskart som beskrevs av Gilbert, 1896. Careproctus colletti ingår i släktet Careproctus och familjen Liparidae. Inga underarter finns listade.